# Kåre Sirevaag
Kåre Sirevaag (1936. március 30. – 2018. május 20.) norvég nemzetközi labdarúgó-játékvezető.

## Pályafutása

### Nemzeti kupamérkőzések
Vezetett Kupa-döntők száma: 1.

#### Norvég Kupa
A Norvég Labdarúgó-szövetség JB szakmai munkájának elismeréseként megbízta a döntő találkozó koordinálásával.
| Időpont           | Helyszín               | Mérkőzés típusa         | Mérkőzés                 | Eredmény | Nézők száma |
| ----------------- | ---------------------- | ----------------------- | ------------------------ | -------- | ----------- |
| 1969. november 2. | Ullevaal Stadion, Oslo | döntő második találkozó | Strømsgodset–Fredrikstad | 5 : 3    | 24 022      |

### Nemzetközi játékvezetés
A Norvég labdarúgó-szövetség Játékvezető Bizottsága (JB) terjesztette fel nemzetközi játékvezetőnek, a Nemzetközi Labdarúgó-szövetség (FIFA) bíróinak keretébe. Több nemzetek közötti válogatott és klubmérkőzést vezetett. A norvég nemzetközi játékvezetők rangsorában, a világbajnokság-Európa-bajnokság sorrendjében többedmagával a 8. helyet foglalja el 3 találkozó szolgálatával.

#### Világbajnokság
A világbajnoki döntőhöz vezető úton Mexikóba a IX., az 1970-es labdarúgó-világbajnokságra a FIFA JB játékvezetőként alkalmazta.
| Időpont           | Helyszín                         | Mérkőzés típusa           | Mérkőzés                | Eredmény | Nézők száma |
| ----------------- | -------------------------------- | ------------------------- | ----------------------- | -------- | ----------- |
| 1969. április 20. | Wisły Stadion, Krakkó            | előselejtező (8. csoport) | Lengyelország–Luxemburg | 8 : 1    | 28 327      |
| 1969. június 15.  | Idrætsparken Stadion, Koppenhága | előselejtező (2. csoport) | Dánia–Magyarország      | 3 : 2    | 29 957      |

#### Európa-bajnokság
Az európai-labdarúgó torna döntőjéhez vezető úton Belgiumba a IV., az 1972-es labdarúgó-Európa-bajnokságra az UEFA JB játékvezetőként foglalkoztatta.
| Időpont           | Helyszín                        | Mérkőzés típusa           | Mérkőzés      | Eredmény | Nézők száma |
| ----------------- | ------------------------------- | ------------------------- | ------------- | -------- | ----------- |
| 1967. október 28. | Idrætsparken Stadion, København | előselejtező (5. csoport) | Dánia–Belgium | 1 : 2    | 27 266      |